# 太田義勝
太田 義勝（おおた よしかつ、1941年12月28日 - ）は、日本の実業家。ミノルタ代表取締役社長を経て、コニカミノルタホールディングス取締役代表執行役社長や、同社取締役会議長を務めた。

## 人物・経歴
京都府出身。1964年同志社大学法学部卒業、ミノルタカメラ（のちのミノルタ）入社。1987年複写機事業部複写機営業部長。1991年取締役複写機事業部長兼複写機営業部長。1994年情報機器事業統括本部長兼情報機器営業本部長。1995年常務取締役。
1999年からミノルタ代表取締役社長を務め、コニカとの経営統合を行い、2003年持株会社となったコニカミノルタホールディングスの取締役代表執行役副社長及び事業子会社のコニカミノルタビジネステクノロジーズ代表取締役社長に就任。2006年コニカミノルタホールディングス取締役代表執行役社長。2009年コニカミノルタホールディングス取締役取締役会議長。
2012年ヤマハ取締役。2013年コニカミノルタ取締役会議長。2014年コニカミノルタ特別顧問。2015年J.フロント リテイリング取締役。2017年コニカミノルタ名誉顧問。公益財団法人コニカミノルタ科学技術振興財団理事長も務めた